# Víctor Bonilla
Víctor Bonilla (Tumaco, Nariño, Colombia; 23 de enero de 1971) es un exfutbolista colombiano que jugaba de delantero. Actualmente es asistente técnico de Andrés Sicachá en el Atlético F. C. de la Categoría Primera B, segunda división en Colombia.
Es hijo de Víctor ''Tumaqueño'' Bonilla, futbolista profesional colombiano. Aunque nació en Tumaco, departamento de Nariño, Colombia el joven Víctor Bonilla pasó parte de su infancia y primera adolescencia en Ecuador donde su padre jugó al fútbol en varios equipos ecuatorianos destacando en el 9 de Octubre siendo dirigido por el brasileño Otto Vieira. Con 15 años Bonilla volvió a Colombia donde logró abrirse pasó hasta el Deportivo Cali donde llegó en 1991.

## Trayectoria

### Deportivo Cali
El Campeonato colombiano 1998 fue el cénit de la carrera de Víctor Bonilla. El jugador, que contaba 27 años de edad, obtuvo con el Deportivo Cali, su segundo título de Liga y se proclamó además máximo goleador del torneo. Sus 37 goles en 42 encuentros convirtieron al de Tumaco en un cotizado goleador, pretendido a nivel internacional por equipos europeos. 

### Etapa en España
El gran rendimiento del punta colombiano aquella temporada, le hizo ser fichado por la Real Sociedad de Fútbol, equipo de la Primera división española. Bonilla fue el refuerzo estrella del equipo donostiarra en la temporada 1999-2000, siendo considerado el sustituto de Darko Kovačević delantero del equipo que se había marchado al finalizar la anterior temporada a la Juventus de Turín. La Real pagó 550 millones de pesetas (unos 3,3 millones de euros) por el fichaje de Víctor Bonilla. Bonilla comenzó como delantero titular, pero tras el primer cuarto de la temporada su falta de adaptación al fútbol español, sus escasos goles (solo marcó 3) y el recuerdo de Kovacevic (un jugador de características muy diferentes al colombiano), acabaron pesando como una losa. Con la llegada de un nuevo entrenador al equipo, Javier Clemente, el colombiano fue relegado primero a la suplencia y posteriormente a la grada. En el mercado invernal, la Real fichó otro delantero, el lituano Edgaras Jankauskas y Bonilla acabó totalmente relegado del equipo y públicamente enfrentado con Clemente. 
En el mes de abril de 2000, el jugador fue cedido a la UD Salamanca de la Segunda división española, para disputar con esta los últimos 7 partidos de la temporada. El equipo salmantino se encontraba luchando por el ascenso a Primera división en aquel tramo final de Liga. Bonilla se desquitó parcialmente de su mala temporada con la Real, ya que en su corta estancia con los charros logró anotar 5 goles en solo 7 encuentros. Aunque logró convertirse en ídolo de la afición local, al no obtener el Salamanca el ascenso (se quedó en cuarto lugar y fuera del ascenso por culpa del golaverage), los salmantinos no pudieron ficharlo al acabar el año. 
Clemente no contaba con el jugador de cara a la temporada 2000-01 y finalmente Bonilla fue vendido en el mes de julio al Toulouse FC de la Ligue 1 francesa por cerca de 300 millones de pesetas (1,8 millones de euros) poniendo fin a su corta etapa en el fútbol español.

### Etapa en Francia
Bonilla jugó durante tres temporadas en el fútbol francés. En su primer año jugó en el Toulouse FC. Bonilla tuvo un excelente rendimiento ya que jugó 34 partidos y marcó 15 goles con los tolosanos, siendo el cuarto máximo goleador de la Liga francesa ese año. Sin embargo la marcha del equipo del Midi no fue nada buena, quedó antepenúltima descendiendo a la Ligue 2 esa temporada. Además problemas económicos del club hicieron que fuera descendido administrativamente al tercer nivel del fútbol francés. Por ello, el Toulouse se vio obligado a ceder al colombiano de cara a la temporada 2001-02 a otro equipo que pudiera hacerse cargo de su ficha. 
Bonilla jugó la temporada 2001-02 cedido en el FC Nantes Atlantique, vigente campeón de la Liga francesa, que además disputaba la Liga de Campeones de la UEFA. Sin embargo a diferencia del año anterior Bonilla tuvo escasas oportunidades con los canarios. Solo jugó 6 partidos y marcó 2 goles esa temporada.
Su tercera temporada en el fútbol francés la jugó en el Montpellier Herault, donde tampoco tuvo un buen rendimiento. Jugó en 14 encuentros sin marcar ningún gol.

### Últimos años
En el 2009 llegó al Deportes Quindío con el que jugó en el Torneo Apertura. Cuando el club comenzó trabajos para el segundo semestre Bonilla no se presentó por lo que fue licenciado del Quindío. Poco después, en el mes de julio, es confirmado como refuerzo para el Depor Aguablanca de la Primera B donde hace una buena actuación anotando varios goles con su equipo. Seis meses más tarde, regresa a Primera División para jugar con el Cortuluá, el cual sería su último club como futbolista profesional.

### Entrenador
En el año 2011 comienza su etapa como entrenador, dirigiendo al Depor Aguablanca de la Categoría Primera B colombiana.
En 2024 regresa al mismo club, ahora denominado Atlético F. C., en el rol de asistente técnico para la temporada 2025.

## Selección Colombia
Bonilla fue internacional con la Selección Colombia entre 1997 y 2001. Hizo parte de la nómina colombiana en la Copa América 1997 y 1999. Y también participó en las Eliminatorias a Francia 1998 y Corea y Japón 2002

### Participaciones enEliminatorias al Mundial
| Eliminatoria                                | Sede del Mundial       | Posición               | Resultado   | PJ | GA | Asis |
| ------------------------------------------- | ---------------------- | ---------------------- | ----------- | -- | -- | ---- |
| Eliminatorias Mundial de Francia 1998       | Francia                | 3°lugar 28pts          | Clasificado | 1  | 0  | 1    |
| Eliminatorias Mundial de Corea y Japón 2002 | Corea del Sur y Japón  | 6°lugar 27pts          | Eliminado   | 4  | 1  | 0    |
| Total en Eliminatorias                      | Total en Eliminatorias | Total en Eliminatorias | 1/2         | 5  | 1  | 1    |

### Participaciones enCopas América
| Torneo                 | Sede                   | Resultado              | PJ | GA | Asis |
| ---------------------- | ---------------------- | ---------------------- | -- | -- | ---- |
| Copa América 1997      | Bolivia                | Cuartos de final       | 3  | 0  | 0    |
| Copa América 1999      | Paraguay               | Cuartos de final       | 4  | 2  | 0    |
| Total en Copas América | Total en Copas América | Total en Copas América | 7  | 2  | 0    |

### Participaciones enCopas Oro
| Torneo        | Sede           | Resultado  | PJ | GA | Asis |
| ------------- | -------------- | ---------- | -- | -- | ---- |
| Copa Oro 2000 | Estados Unidos | Subcampeón | 2  | 1  | 0    |

### Goles internacionales
| # | Fecha     | Lugar                                                   | Rival     | Gol | Resultado | Competición                                 |
| - | --------- | ------------------------------------------------------- | --------- | --- | --------- | ------------------------------------------- |
| 1 | 1-7-1999  | Estadio General Pablo Rojas, Asunción, Paraguay         | Uruguay   | 1-0 | 1-0       | Copa América 1999                           |
| 2 | 11-7-1999 | Estadio Feliciano Cáceres, Luque, Paraguay              | Chile     | 2-1 | 2-3       | Copa América 1999                           |
| 3 | 23-2-2000 | Qualcomm Stadium, San Diego, Estados Unidos             | Perú      | 2-0 | 2-1       | Copa Oro 2000                               |
| 4 | 24-4-2001 | Polideportivo de Pueblo Nuevo, San Cristóbal, Venezuela | Venezuela | 2-2 | 2-2       | Eliminatorias Mundial de Corea y Japón 2002 |

## Clubes

### Como jugador
| Club               | País     | Año         |
| ------------------ | -------- | ----------- |
| Deportivo Cali     | Colombia | 1991 - 1999 |
| Real Sociedad      | España   | 1999        |
| Salamanca          | España   | 2000        |
| Toulouse           | Francia  | 2000 - 2001 |
| Nantes             | Francia  | 2001 - 2002 |
| Montpellier        | Francia  | 2002 - 2003 |
| Al-Rayyan          | Catar    | 2003        |
| Cortuluá           | Colombia | 2003        |
| Dorados de Sinaloa | México   | 2004        |
| América de Cali    | Colombia | 2004        |
| Deportes Tolima    | Colombia | 2005        |
| Barcelona          | Ecuador  | 2006        |
| América de Cali    | Colombia | 2006        |
| Atlético Huila     | Colombia | 2007        |
| Depor Jamundí      | Colombia | 2008        |
| Deportes Quindío   | Colombia | 2009        |
| Depor Aguablanca   | Colombia | 2009        |
| Cortuluá           | Colombia | 2010        |

### Como entrenador
| Club             | País     | Año  |
| ---------------- | -------- | ---- |
| Depor Aguablanca | Colombia | 2011 |

### Como asistente
| Club           | País     | Año           | Asistente de   |
| -------------- | -------- | ------------- | -------------- |
| Deportivo Cali | Colombia | 2022          | Rafael Dudamel |
| Atlético F. C. | Colombia | 2024-presente | Andrés Sicachá |

## Palmarés

### Campeonatos nacionales
| Título                | Club           | País     | Año  |
| --------------------- | -------------- | -------- | ---- |
| Campeonato Colombiano | Deportivo Cali | Colombia | 1996 |
| Campeonato Colombiano | Deportivo Cali | Colombia | 1998 |

### Distinciones individuales
| Distinción                                            | Año  |
| ----------------------------------------------------- | ---- |
| Goleador del Campeonato colombiano (37 goles)         | 1998 |
| Goleador de la Copa Libertadores de América (6 goles) | 1999 |